# Антоні Іванов
Антоні Іванов (болг. Антони Иванов, нар. 11 вересня 1995, Софія) — болгарський футболіст, півзахисник.

## Ігрова кар'єра
Народився 11 вересня 1995 року в Софії. Вихованець юнацьких команд футбольних клубів ЦСКА (Софія) та «Лудогорець».
У дорослому футболі дебютував 2013 року виступами на правах оренди за «Академік» (Свиштов), в якому провів один сезон, взявши участь у 18 матчах чемпіонату.
2014 року продовжив кар'єру в «Спартаку» (Плевен), після чого грав за «Созополь», «Монтану» та «Септемврі» (Софія).
Влітку 2018 року перебрався до Румунії, ставши гравцем команди «Газ Метан», згодом також грав за «КС Університатя», «Волунтарі», а у першій половині 2022 року — за «Динамо» (Бухарест). Залишив бухарестську команду влітку 2022, ставши вільним агентом.